# Lanze
Eine Lanze ist eine als Stichwaffe konzipierte Stangenwaffe, die im Normalfall über eine Spitze verfügt. Heutzutage werden darunter von der Kavallerie verwendete Spieße verstanden. Die Gesamtlänge beträgt meist um dreieinhalb Meter, spezielle Lanzentypen erreichen aber eine Länge von bis zu acht Metern. Der Schaft ist aus Holz oder in neuerer Zeit meist aus Stahlrohr gefertigt.

## Begriffsklärung

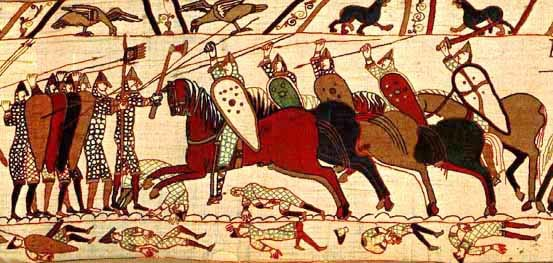
Normannische Reiter des 11. Jahrhunderts, die ihre Lanzen über den Köpfen schwingen

Der Begriff leitet sich von dem lateinischen Wort lancea ab, das für den leichten Wurfspeer der römischen Hilfstruppen (auxiliares) verwendet wurde. Durch einen Bedeutungswandel im Laufe der Zeit ist die Verwendung des Begriffs nicht einheitlich. Ab dem 15. Jahrhundert wurde der Begriff für schwere Speere verwendet, die der Kavallerie als Stichwaffen dienten. Seit dieser Zeit werden mit dem Begriff auch von Fußtruppen als Stichwaffen geführte Spieße oder Speere, wie sie bereits in der Antike von der Infanterie geführt wurden (z. B. von Hopliten oder römischen Legionären), als Lanze bezeichnet. In Übersetzungen klassischer Texte wird statt „Spieß“ oder „Pike“ meist, wenn von Speeren als Stichwaffe der Fußkämpfer oder Jäger die Rede ist, der Begriff „Lanze“ verwendet.
Nach heutiger Terminologie ist die Lanze die Stichwaffe des Reiters, der Spieß die Stichwaffe des Kämpfers zu Fuß und der Speer die Wurfwaffe. Ausschließlich stumpfe Lanzen, wie die beim Tjost verwendeten stumpfen Rennspieße, zählen zu den Stoßwaffen.

## Lanze als Symbol
Im Mythos sind die Lanzen, die die Helden führen, zuweilen mit besonderer Bedeutung versehen: So besitzt Achilleus eine Lanze, die bereits seinem Vater Peleus gehört hat und die außer Achilleus keiner der vor Troja kämpfenden Helden schwingen kann (Ilias XVI, 140ff.; XIX, 387ff.).

## Geschichte

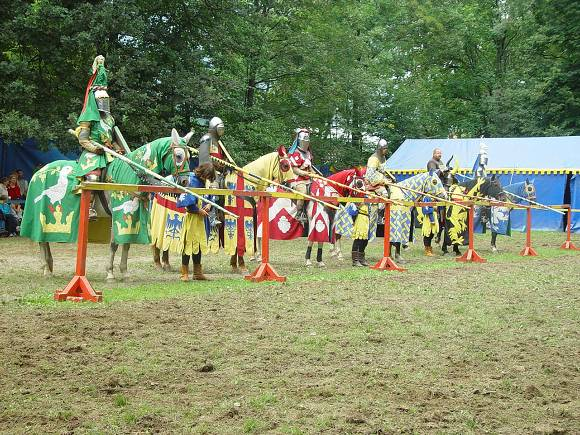
Rekonstruktion hochmittelalterlicher Ritter mit eingelegten Lanzen

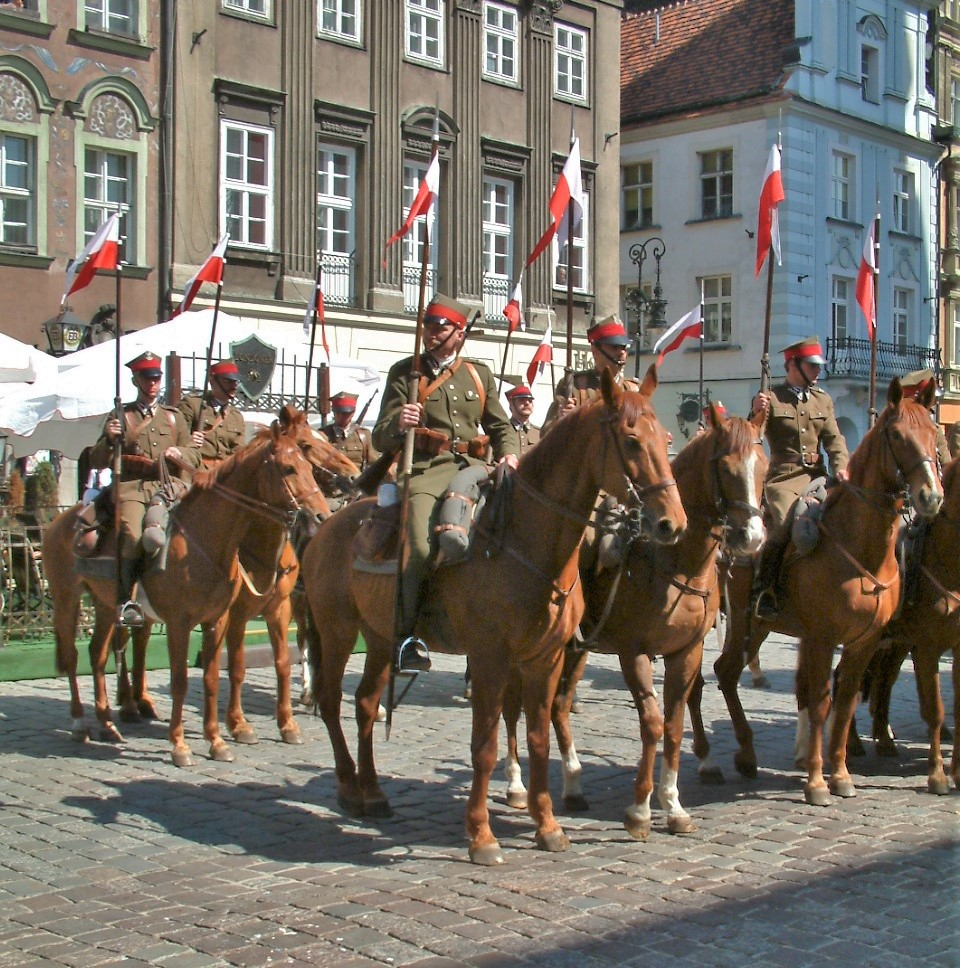
Polnische Ulanen in den Uniformen von 1939 mit Lanzen

Zur Schäftung siehe: Schäftung (Vor- und Frühgeschichte)
Der Spieß gilt als eine der ältesten Waffen der Menschheitsgeschichte und wurde bereits im Mittelpaläolithikum entwickelt, führte als Weiterentwicklung dann zum Speer als Fernwaffe, der ebenfalls mehrere hunderttausend Jahre alt ist. Die Schöninger Speere sind möglicherweise über 300.000 Jahre alt. Lanzenspitzen aus Bronze wurden auch in Horten gefunden (sieben in Skandinavien und einer in Wöbs). Mit der Domestizierung des Pferdes ab etwa 3000 v. Chr. konnte der Mensch den Spieß zu Pferde nutzen.
Als Bestandteil der Reiterei ist die Lanze etwa bei den Persern, Skythen, Germanen und Cimbern belegt. In der Spätantike waren teilweise besonders lange Reiterlanzen, die sogenannten Contus-Lanzen, im Gebrauch, die beidhändig geführt wurden.
Nachdem die Europäer die Technik des Steigbügels im frühen Mittelalter von den Awaren übernommen hatten, wurde die dann auch bei Turnierspielen der höfischen Zeit verwendete Reiterlanze zur Hauptwaffe der schweren Kavallerie im aufgesessenen Kampf, angefangen von dem Ritterheer Karls des Großen bis zu den Husaren und den Kürassieren, deren Zeit erst im Ersten Weltkrieg endete.
Bis ins frühe Mittelalter wurde die Lanze nicht unter den Arm eingelegt, was nötig ist, um die volle Wucht des Pferdes auf die Waffe zu übertragen, sondern über dem Kopf geschwungen. Ab wann die Lanze eingelegt wurde, ist nicht ganz klar. Man geht davon aus, dass dies im späten 11. Jahrhundert üblich wurde. Die Technik des Einlegens bedurfte vermutlich des Einsatzes von Steigbügeln.

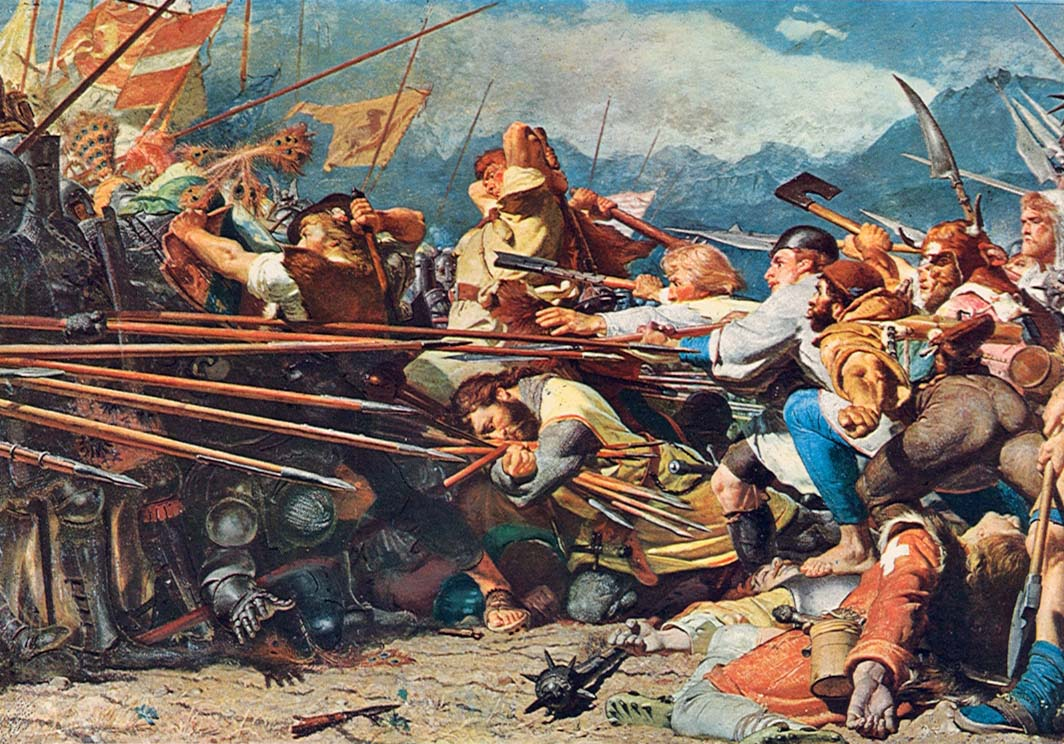
Schlacht bei Sempach im Jahr 1386

Bis ins Mittelalter wurden gefällte Lanzen zur Verteidigung des Carrés beim Fußkampf benutzt.
Die leichte Reiterei (z. B. Chevauleger) war üblicherweise nur mit einem Karabiner und einem Säbel bewaffnet. 
Ab 1890 waren erstmals alle deutschen Kavallerie-Regimenter mit Stahlrohr-Lanzen ausgerüstet. Diese waren von 3,15 m Länge und wogen nur zwei bis drei Kilogramm. In der deutschen Reichswehr (siehe Abbildung oben) wurde die Stahlrohr-Lanze erst 1927 abgeschafft. 
Einige Kavallerie-Regimenter der britischen Armee, aber bspw. die berittene Parade-Einheit der kanadischen Royal Canadian Mounted Police führen die Reiterlanze noch heute, bei öffentlichen Auftritten in geschlossener Formation.
Bei einer geschlossenen Reiterattacke diente der Säbel (auf der linken Seite) zur Abwehr der feindlichen Lanze.

## Formen
- Sarmatischer und spätrömischer Contus
- Flügellanze, die Form der Heiligen Lanze
- Rennspieß, Stoßwaffe mittelalterlicher Reiter und Landsknechte
- Copia oder Kopia, die überlange (bis zu 5,5 m) hohle Reiterlanze der polnischen Hussaria, die beim ersten Aufprall zerbrechen sollte
- Als Hauptwaffe der Ulanen mit Dreikantklinge und Auflaufbremse (in Form eines Knebels oder einer Kugel)
- Als Seitenwaffe für Offiziere und Unteroffiziere im Gefecht bis ins 18. Jahrhundert hinein
- Turnierlanze mit Krönig zur Übung oder zum Turnier (Tjost)